# Submerged (2005)
Submerged ist ein US-Actionfilm von Anthony Hickox mit Steven Seagal in der Hauptrolle.

## Handlung
In Südamerika wird ein Botschafter von einem Geheimdienstagenten erschossen. Offenbar wurde der Agent einer Gehirnwäsche unterzogen, ebenso wie weitere Mitglieder der CIA und des US-Militärs. Drahtzieher dieser offensichtlichen Verschwörung ist ein gewisser Arian Lehder, der ein geheimes Forschungslabor unter einem riesigen Staudamm betreibt. Um den wahnsinnigen Wissenschaftler zu stoppen, muss die CIA den besten Einzelkämpfer der Welt hinzuziehen: Chris Cody. Doch der sitzt dummerweise gerade im Gefängnis. Die CIA verspricht Chris die volle Rehabilitation, sollte er es schaffen, Lehder das Handwerk zu legen. Mit einem Atom-U-Boot und einer Gruppe ehemaliger Gefängnisinsassen begibt sich Cody auf seine tödliche Mission, bei der er Lehder letzten Endes zur Strecke bringen kann.

## Hintergrund
Gedreht wurde die Direct-to-DVD-Produktion von August bis September 2004 in Sofia, Bulgarien.
Bereits vor der US-Veröffentlichung am 31. Mai 2005 lief der Film am 6. Mai im bulgarischen Fernsehen. In Deutschland erschien er am 19. Juli 2005 auf DVD.

## Kritiken
„Enttäuschender Actionfilm als missratenes Vehikel für die gealterte ‚Kampfikone‘ Steven Seagal.“